# Анна Елізабет Клюмпке
Анна Елізабет Клюмпке (англ. Anna Elizabeth Klumpke; 28 жовтня 1856, Сан-Франциско, Каліфорнія, США — 9 лютого 1942, там само) — американська художниця, портретистка і майстриня побутового жанру. Авторка портретів знаменитих жінок, серед яких Елізабет Стентон і Роза Бонер.

## Життєпис

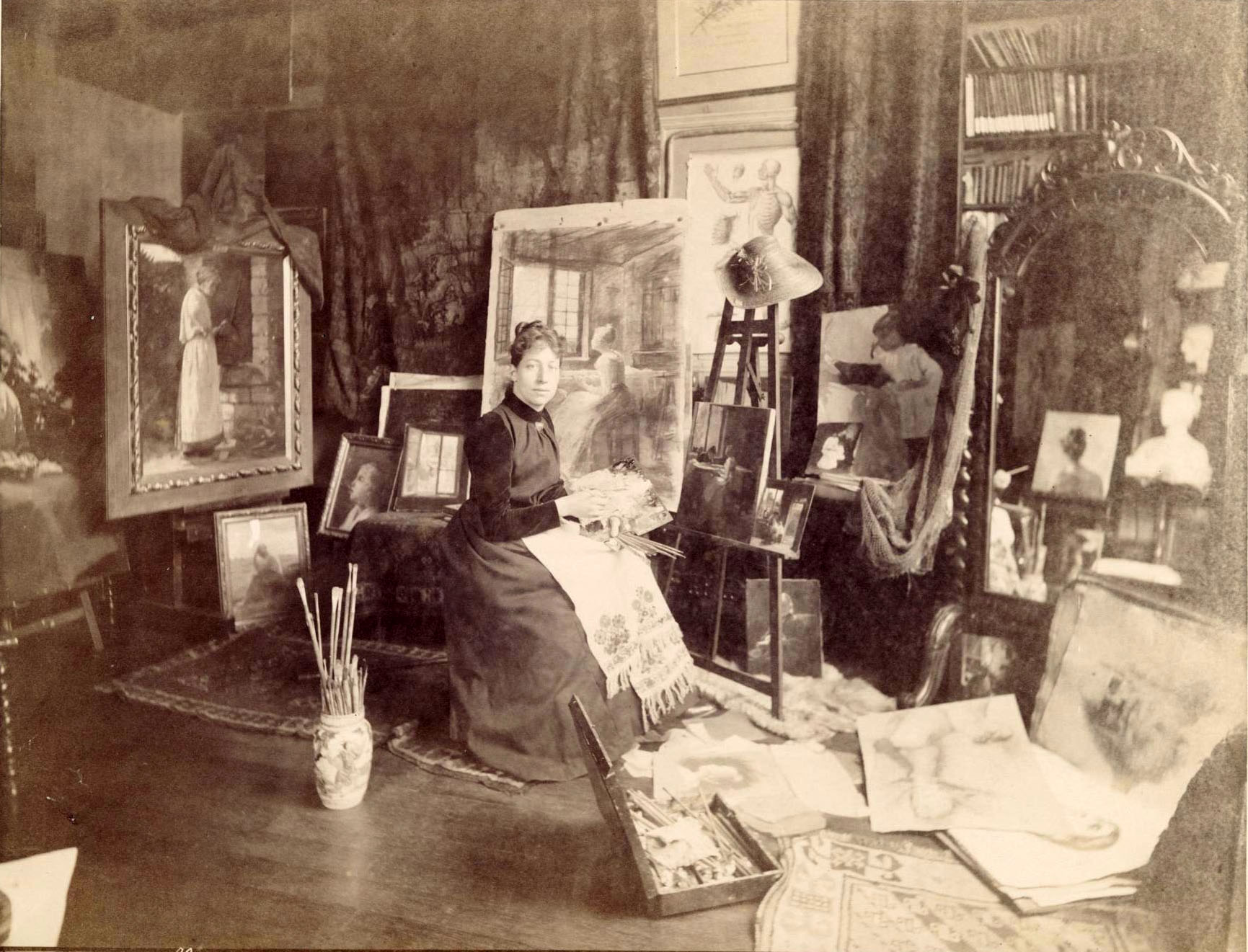
Анна Клюмпке у своїй студії. Фото бл. 1885—1890

Батько Анни, Джон Джеральд Клюмпке, який народився в Англії, за іншими даними в Німеччині, був успішним і багатим ріелтором у Сан-Франциско. Її матір'ю була Доротея Матильда Толле. Анна була старшою з восьми дітей, п'ятеро з яких дожили до зрілого віку. Серед її братів і сестер — астрономка Доротея Клюмпке-Робертс, скрипалька Юлія Клюмпке і неврологиня Августа Дежерін-Клюмпке.
У віці 3 років Анна впала і перенесла перелом стегна. У п'ять років вона знову впала і перенесла остеомієліт із гнійним артритом колінного суглоба. Мати переїхала з Анною і трьома братами й сестрами в Берлін для лікування у Бернгарда фон Лангенбека, яке тривало 18 місяців і включало термальні ванни у Бад-Кройцнасі. На жаль, це не дало результату, і Анна все життя кульгала. Під час перебування в Європі мати подбала про те, щоб діти продовжували вчитися. Час, проведений у Європі, загострив стосунки в родині Клюмпке, і, коли Анні було 15, її батьки розлучилися. Вона й її брати і сестри (на той момент їх було п'ятеро) переїхала з матір'ю в Геттінген, де вони деякий час жили в сестри Матильди, що одружилася з громадянином Німеччини. Анну та її сестру Августу призначили в школу в Каннштатті, недалеко від Штутгарта. Коли їй було 17, сім'я переїхала в Кларенс, недалеко від Женевського озера в Швейцарії, де вона провела два роки в школі-інтернаті.
Протягом наступних кількох років Анна вивчала мистецтво вдома, і в жовтні 1877 року переїхала з родиною в Париж, де пізніше її зараховано в академію Жуліана (1883—1884), в майстерню Тоні Робера-Флорі і Жюля Лефевра. Вона по багато годин копіювала картини в Музеї Люксембургу, серед яких «Оранка в Ніверні» Рози Бонер. Деякий час брала уроки у Вільфруа. 1884 року, ще навчаючись в Академії, Клюмпке представила свою першу роботу на паризькому салоні, де здобула головний приз як видатна студентка року. Ще кілька років вона регулярно виставлялася в Салоні. Після закінчення навчання вона на кілька років повернулася до США і викладала в Бостоні. Однак 1889 року Клюмпке повернулася в Париж.
У дитинстві Анні подарували ляльку «Роза», створену за зразком відомої французької художниці-анімалістки Рози Бонер. З раннього дитинства Анна була зачарована і натхненна жінкою-художницею.
Маючи намір намалювати портрет Рози Бонер, вона познайомилася з нею 15 жовтня 1889 року під приводом того, що вона перекладачка торговця кіньми. Мисткині почали стосунки і невдовзі оселилися разом у маєтку Бонер у Томері, недалеко від Фонтенбло. Їхній союз протривав до смерті Бонер 1899 року.
Клюмпке стала єдиною спадкоємицею маєтку і майна Бонер, і 1900 року вона займалася продажем творів художниці. Вона заснувала премію імені Рози Бонер в Société des Artistes Français і організувала музей Рози Бонер у палаці Фонтенбло.
Клюмпке вела детальні щоденники, на основі яких 1908 року опублікувала біографію Бонер — «Sa Vie Son Oeuvre». У книзі, опублікованій англійською тільки 1998 року, Клюмпке розповіла історію життя Бонер, їхніх стосунків і взаємного кохання, і того, як вона стала офіційною портретисткою і компаньйонкою художниці.
Клюмпке виставляла свої роботи в Палаці мистецтв та в павільйоні Жінки на Всесвітній виставці 1893 року в Чикаго.
Після смерті Бонер Клюмпке деякий час жила у Франції, Бостоні і Сан-Франциско, поки, нарешті, в 1930-х роках не влаштувалася в Сан-Франциско. Під час Першої світової війни вона разом з матір'ю у своєму будинку в Томері заснувала військовий шпиталь.
1940 року, у віці 84 років, Клюмпке опублікувала автобіографію «Спогади художника».
Померла Анна Елізабет Клюмпке 9 лютого 1942 року у віці 86 років у Сан-Франциско. Її меморіал розташований у Колумбарії Сан-Франциско, а похована вона разом з Розою Бонер на кладовищі Пер-Лашез у Парижі.

## Творчість
Анна Клюмпке писала картини переважно побутового жанру, часто малювала пасторальні сцени із зображенням статичних фігур, зазвичай жінок. Її картину «Катіну, що в'яже» виставлено на паризькому салоні 1887 року. Сентиментальний образ, написаний Клюмпке, став дуже популярним. Вона також писала портрети.

## Нагороди
- 1885 — почесна грамота, Паризький салон[18]
- 1888 — перша премія Академії Жуліана, Париж, Франція
- 1889 — Золота медаль Темпла[en], за картину «В пральні», Академія мистецтв Пенсильванії. Анна стала першою жінкою, яка здобула цю нагороду.
- 1924 — Кавалер ордена Почесного легіону, Франція
- 1936 — офіцерка Почесного легіону, Франція.

## Відомі роботи
| Робота                               | Зображення | Рік   | Формат                         | Власник                                                                                          | Примітки |
| ------------------------------------ | ---------- | ----- | ------------------------------ | ------------------------------------------------------------------------------------------------ | --- |
| Катіну, яка в'яже                    |            | 1880  | масло                          | Естель Дж. (Місіс Чарлз В.) Лівінгстон, Кенсінгтон, Каліфорнія                                   | |
| Жінка, що сидить, з червоною хусткою |            | 1886  |                                |                                                                                                  | Аукціон Bonhams, Нью-Йорк, 21 травня 2008 року, лот 1056                                                                     |
| У пральні                            |            | 1888  | полотно, олія розпис по дереву | Пенсильванська академія витончених мистецтв, Філадельфія, Пенсильванія                           | Виставлялася на паризькому салоні 1888 року. Володар золотої медалі Темпла 1889 року (перша жінка, нагороджена цією медаллю) |
| Елізабет Стентон                     |            | 1889  | олія на полотні                | Національна портретна галерея, Вашингтон, округ Колумбія                                         | |
| Дівчина з кицькою                    |            | 1890  | пастельний                     | Джой Л. Баркер, Новато, Каліфорнія                                                               | |
| Дитина з лялькою                     |            | 1891  | пастельний                     | Національний історичний музей Лонгфелло, Кембридж, Массачусетс                                   | |
| Момент відпочинку, Барбізон          |            | 1891  | фарба на папері, на полотні    |                                                                                                  | Аукціон Heritage, Даллас, Техас, 14 вересня 2014 року, лот 65725                                                             |
| Дівчина в полі                       |            | +1893 | пастельний                     |                                                                                                  | Аукціон Sotheby Parke Bernet, Нью-Йорк                                                                                       |
| Портрет міс Мері Софії Вокер         |            | 1895  | олія на полотні                | Музей мистецтв коледжу Боудойн, Боудойн, Мен                                                     | |
| Портрет Рози Бонер                   |            | 1898  | пастель на папері              | Музей мистецтв коледжу Боудойн, Боудойн, Мен                                                     | |
| Портрет Рози Бонер                   |            | 1898  | олія на полотні                | Музей Метрополітен, Нью-Йорк                                                                     | |
| Серед лілій                          |            | 1909  | олія на полотні                | Палац Почесного легіону, Музей образотворчого мистецтва Сан-Франциско, Сан-Франциско, Каліфорнія | |
| Портрет скрипаля Гобі Ебергардта     |            | 1911  | картина                        | Museen für Kunst und Kulturgeschichte der Hansestadt Lübeck, Музей Behnhaus, Любек, Німеччина    | |
| Батько художниці                     |            | 1912  | олія на полотні                | Музей де Янга, Музей образотворчих мистецтв Сан-Франциско, Сан — Франциско, Каліфорнія           | |